# Hoàng Văn Quân
Hoàng Văn Quân (sinh năm 1971)  quê quán xã Hoằng Sơn, huyện Hoằng Hóa, tỉnh Thanh Hóa là một sĩ quan cấp cao trong Quân đội nhân dân Việt Nam, hàm Thiếu tướng. Ông hiện giữ chức vụ Cục trưởng Cục Cơ yếu Quân đội nhân dân Việt Nam. Ông từng giữ chức Giám đốc Học viện Kỹ thuật Mật mã, Ban cơ yếu Chính phủ.